# ردود الفعل الدولية على الانتخابات الرئاسية البيلاروسية 2020

ردود الفعل الدولية على إعادة انتخاب لوكاشينكو
بيلاروس
هنأت لوكاشينكو
نتيجة غير معترف بها
أعربوا عن انتقادهم لتصعيد النزاع
لا رد فعل

فيما يلي ردود الفعل الرسمية على انتخابات الرئاسة في بيلاروس عام 2020 و‌الاحتجاجات البيلاروسية المحيطة بها عام 2020:

## منظمات دولية
- أصدر الممثل السامي للاتحاد الأوروبي جوزيب بوريل والمفوض الأوروبي لشؤون الجوار والتوسع أولفير فارهيلي بيانا مشتركا. وأدان البيان المشترك عنف الشرطة عقب الانتخابات وذكر أن الاتحاد الأوروبي سيراقب المزيد من التطورات.[1] وذكر الاتحاد الأوروبي في وقت لاحق أنه سيعيد تقييم علاقته مع بيلاروس.[2][3] واتفق وزراء خارجية الاتحاد الأوروبي في اجتماع طارئ عُقد بالفيديو في 14 أغسطس على فرض عقوبات جديدة على المسؤولين البيلاروسيين المسؤولين عن «العنف والتزوير». وأصدر أعضاء البرلمان الأوروبي بياناً مشتركاً في 17 أغسطس أكدوا فيه أنهم لم يعودوا يعترفوا بألكساندر لوكاشينكو رئيساً لبيلاروس واعتبروه شخصاً غير مرغوب فيه في الاتحاد الأوروبي. كما أعرب البرلمان الأوروبي عن تأييده لفرض عقوبات على لوكاشينكو وأعضاء حكومته[4] وفي 19 أغسطس، وفي اعقاب اجتماع لرؤساء الحكومات، اصدر المجلس الأوروبي بيانا أعلن فيه ان «انتخابات التاسع من أغسطس لم تكن حرة ولا نزيهة، ولذلك فاننا لا نعترف بالنتائج».[5] وفي مقابلة أجريت معه في 22 أغسطس، ذكر بوريل صراحة أن الاتحاد الأوروبي لا يعترف بلوكاشينكو كرئيس شرعي لبيلاروس بنفس الطريقة التي لا يعترف بها ب‍نيكولاس مادورو كرئيس شرعي لفنزويلا.[6] وأكد بوريل من جديد هذا الموقف في اجتماع للبرلمان الأوروبي في 15 سبتمبر 2020.[7] في 17 سبتمبر 2020، اعترف البرلمان الأوروبي بمجلس التنسيق باعتباره «التمثيل المؤقت لشعب» بيلاروس.[8]

### يعربون عن قلقهم
- قال المتحدث باسم الأمم المتحدة ستيفان دوجاريك أن الأمم المتحدة تتابع بقلق بالغ تطورات ما بعد الانتخابات، داعيا السلطات البيلاروسية إلى إبداء أقصى درجات ضبط النفس وضمان الاحترام الكامل لحقوق حرية التعبير والتجمع السلمى وتكوين الجمعيات.[9] وأدانت المفوضة السامية لحقوق الإنسان ميشال باشليت أيضا الرد العنيف. وقالت إن التقارير التي تفيد بتعرض المحتجزين أثناء الاحتجاز وبعده لمعاملة سيئة «مقلقة»، مذكرة الحكومة البيلاروسية «بالحظر المطلق للتعذيب وغيره من ضروب المعاملة السيئة للمحتجزين»،[10] واحتجاز المارة والقصر، مما يشير إلى اتجاه إلى الاعتقالات الواسعة النطاق مما يشكل انتهاكاً واضحاً للمعايير الدولية لحقوق الإنسان.[11]
- دعا البابا فرنسيس في خطابه في 16 أغسطس إلى الحوار لرفض العنف واحترام العدالة والحقوق.[12]
- كررت رئاسة منظمة الأمن والتعاون في أوروبا في 17 أغسطس الإعراب عن قلقها إزاء إجراء الانتخابات الرئاسية في 9 أغسطس، التي لم يتمكن مكتب المؤسسات الديمقراطية وحقوق الإنسان التابع لمنظمة الأمن والتعاون في أوروبا من مراقبتها، والاستخدام غير المتناسب للقوة ضد المتظاهرين السلميين، والاحتجاز على نطاق واسع، والتعذيب وسوء المعاملة على أيدي قوات الأمن، وطلبت القيام بزيارة إلى بيلاروس للرئيس الحالي لمنظمة الأمن والتعاون في أوروبا إيدي راما، والرئيسة الحالية لمنظمة الأمن والتعاون في أوروبا آن ليند للاجتماع مع الحكومة وممثلي المعارضة.[13]
- أعرب هاينز بيرباوم، رئيس حزب اليسار الأوروبي، عن تضامنه «مع الاحتجاجات ضد النظام الاستبدادي حيث الانتخابات الديمقراطية مهزلة منذ سنوات».[14]